# Zlatko Horvat
Zlatko Horvat (Zágráb, 1984. szeptember 25. –) horvát válogatott kézilabdázó, jelenleg a Dabas KC VSE játékosa.

## Pályafutása
Zlatko Horvat profi karrierjét a horvát bajnokságban egyeduralkodó RK Zagrebben kezdte 2002-ben. Az ott töltött időszak alatt minden évben megnyerte a horvát bajnokságot és a horvát kupát, így minden évben szerepelhetett a Bajnokok ligájában is. 2012-ben a Bajnokok ligájában szerzett 94 góljával a góllövőlista harmadik helyén végzett. 2020-ban az utánpótlás éveit is beleszámolva 26 év után meglepetésre eligazolt a zágrábi csapattól, és a macedón Metalurg Szkopje csapatába igazolt. 2021 decemberétől a Dabas KC VSE játékosa.
A horvát válogatottban is alapembernek számít, nyert érmet Európa-bajnokságon, világbajnokságon és olimpián is. Három olimpián vett részt, a 2008-as pekingin, a 2012-es londonin és a 2016-os rioin, bronzérme a 2012-esről van.

## Sikerei
- Horvát bajnokság győztese: 2003-2019 között 17 alkalommal
- Horvát kézilabdakupa győztese: 2003-2017 között 17 alkalommal
- SEHA-liga győztese: 2013
- Európa-bajnokság ezüstérmes: 2008
  - bronzérmes: 2012, 2016
- Világbajnokság ezüstérmes: 2009
  - bronzérmes: 2013
- Olimpia bronzérmes: 2012